# Datana diffidens
Datana diffidens är en fjärilsart som beskrevs av Dyar 1917. Datana diffidens ingår i släktet Datana och familjen tandspinnare. Inga underarter finns listade i Catalogue of Life.